# Rigtje Boelstra
Rigtje Boelstra (* 7. September 1893 in Stiens, Provinz Friesland; † 26. April 1969 in Jelsum, Provinz Friesland) war eine niederländische Illustratorin und Viehzüchterin.

## Leben
Rigtje Boelstra wurde als Tochter des Viehzüchters Johannes Boelstra (1868–1947) und von Grietje Olivier (1866–1932) geboren. Sie wuchs mit ihrer jüngeren Schwester Neeltje (1902–1983) in der Nähe von Stiens auf dem Bauernhof „De Botermijn“ in der Harnsterdyk 8, einem der drei Gehöfte ihrer Eltern, auf. Die wohlhabenden und liberalen Eltern ermöglichten beiden Töchtern eine umfassende internationale Ausbildung. Nach der Middelbare meisjesschool (weiterführenden Mädchenschule) in Leeuwarden besuchte Rigtje ein Internat in Lausanne und eine „finishing school“ in England, ein Mädchenpensionat, das sie auf den Eintritt in die gehobene Gesellschaft vorbereiten sollte. Zurück in den Niederlanden nahm sie, ihren künstlerischen Neigungen folgend, Zeichenunterricht beim Tiermaler Otto Eerelman in Groningen.

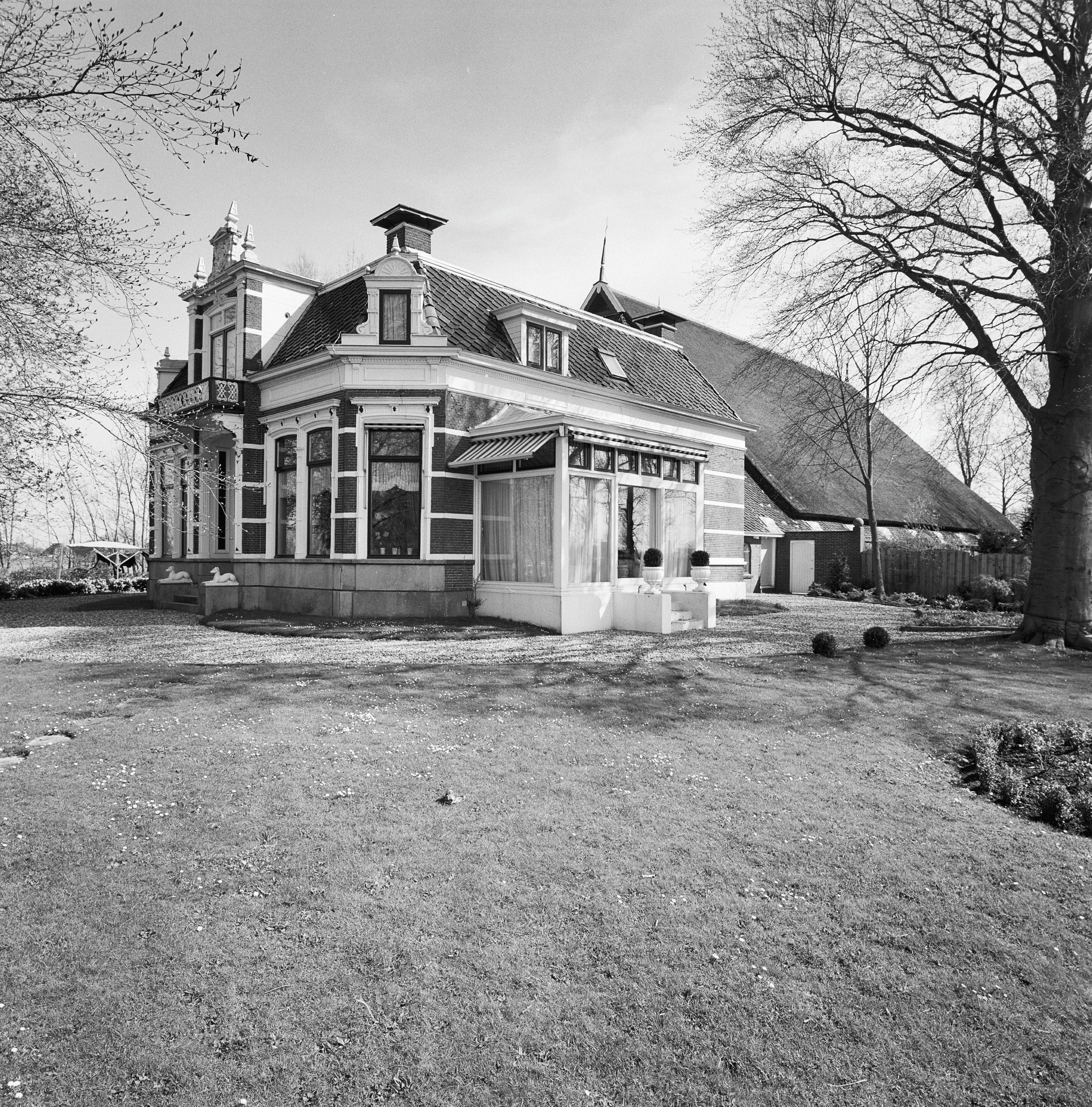
Hof „Vijverzathe“ in Jelsum

Im April 1916 heiratete sie in Stiens den Rinderzüchter und Viehexporteur Jan Nannes Wassenaar (1890–1958), der auf dem Hof „Vijverzathe“ in der Langhústerdyk 1/Stienserweg im Nachbarort Jelsum ansässig war und mit seinen friesischen Rasserindern internationale Bekanntheit anstrebte. Für das Friesische Rinderzuchtbuch waren drei Rinderrassen ausgewählt worden: das Deutsche Schwarzbunte Niederungsrind, das rot-weiße MRIJ und das Blaarkop. Zusammen reiste das Paar als Botschafter der friesischen Viehzucht viele Male nach Frankreich, in die USA, nach Argentinien und Südafrika. Für den täglichen Ablauf des Zuchtbetriebs in Jelsum und die Bewirtschaftung der beiden Höfe „Swaarderterp“ im Harnsterdyk 9 und „Horne Zathe“ im Harnsterdyk 7 in Stiens, die Rigtje Boelstra von ihren Eltern übernommen hatte, wurden zusätzlich Verwalter eingestellt.
Ihr zeichnerisches Talent nutzte Rigtje Boelstra in den nächsten Jahrzehnten hauptsächlich für Arbeiten im Dienst der „Friesch Rundvee Stamboek“ (Genossenschaft für die Zucht friesischer Rasserinder FRS), der ihr Schwager Fokke Wassenaar (1879–1969) vorstand. Im Jahr 1936 erstellte sie elf Zeichnungen für die FRS-Broschüre „Friesch vee: Topgrafie und Geraamte“. Als ihr Mann 1944 Vorsitzender des Friesischen Viehzuchtverbandes FRS wurde, bekam sie eine Teilzeitstelle als Fotografin. Später begann sie auch zu filmen und drehte bis 1961 Lehrfilme für den FRS.
Von ihrem Hof in Jelsum aus wurde jahrzehntelang friesisches Zuchtvieh auf allen Kontinenten gehandelt. Königin Juliana und Prinz Bernhard besuchten den Hof mehrmals, im Jahr 1959 gemeinsam mit dem Schah von Persien Mohammad Reza Pahlavi. Dieser Besuch führte zu erheblichen Exporten von friesischem Vieh nach Persien (heute Iran).
Im Jahr 1958 wurde Rigtje Boelstra Witwe und kümmerte sich ab Anfang der 1960er Jahre hauptsächlich um die Bewirtschaftung und Instandhaltung ihrer von Verwaltern geführten Bauernhöfe. Für ihre Verdienste um die friesische Viehwirtschaft wurde sie 1968 zum Ritter des Ordens von Oranien-Nassau ernannt. 1969 starb sie auf ihrem Hof „Vijverzathe“.

## Vermächtnis
„Vijverzathe“ in Jelsum hatte Rigtje Boelstra ihrem Verwalter überlassen. Die beiden anderen Höfe sowie ihr Elternhaus „De Botermijn“ vermachte sie der Boelstra-Olivier-Stiftung zur Förderung von friesischer Kunst und Kultur, die auch „friesische Studenten der Landwirtschaftlichen Universität Wageningen oder Studenten einer anderen Hochschule oder weiterführenden Bildungseinrichtung im Bereich Landwirtschaft“ unterstützen sollte. Die Stiftung hatte sie bereits 1952 zusammen mit ihrem Mann, ihrer ebenfalls kinderlosen Schwester und ihrem Schwager, dem Maler Douwe Hoogeveen, gegründet.
Das Fries Museum in Leeuwarden erwarb 1981 vier Zeichnungen von Rigtje Boelstra. Elf Originalzeichnungen kamen Ende 2022 durch eine Schenkung der niederländischen Fachhochschule Aeres University of Applied Sciences in die Sammlung des Landbouwmuseum Friesland.